# Regine Lenz

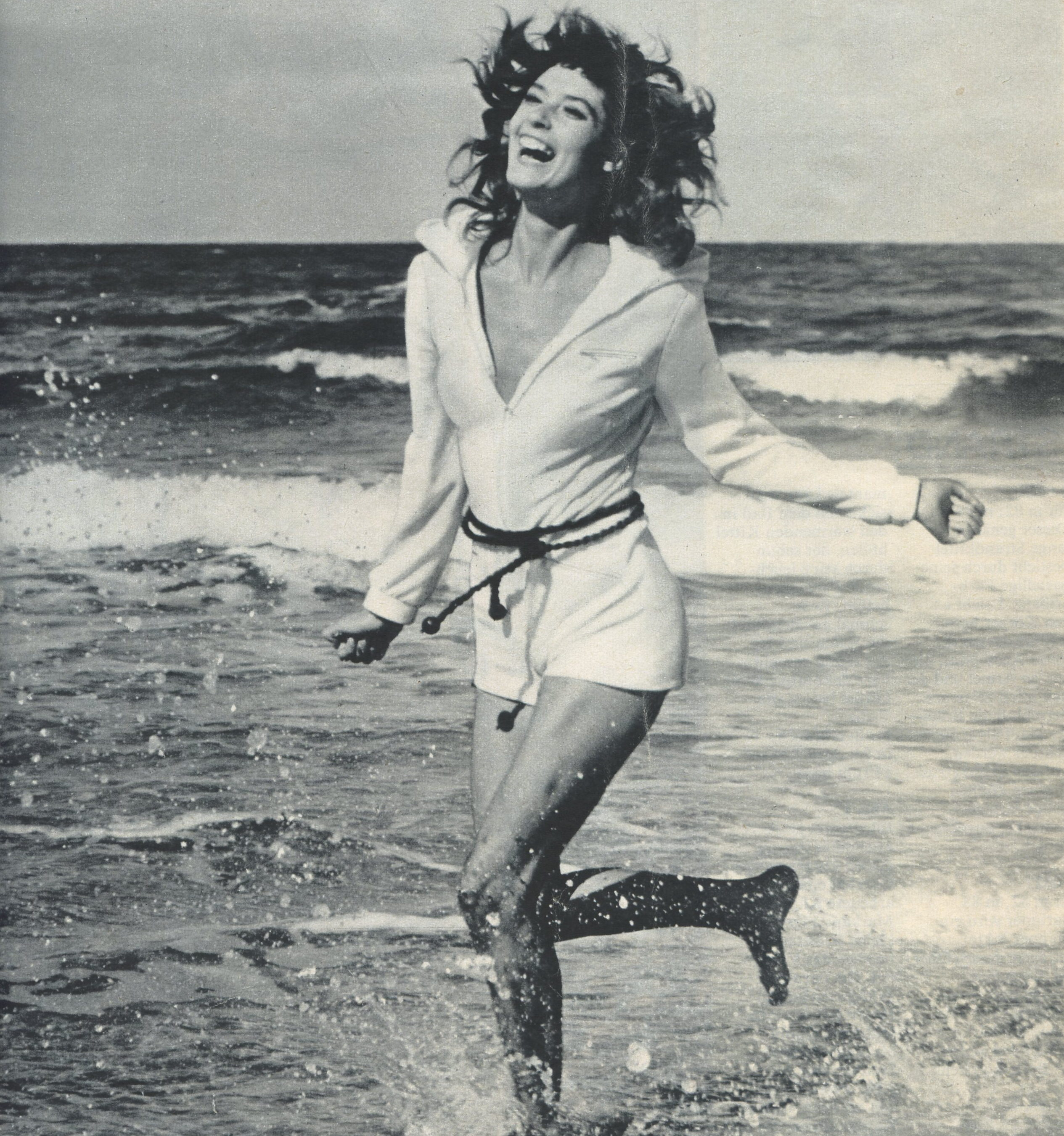
Regine Lenz, spätere Seiffert (um 1970)

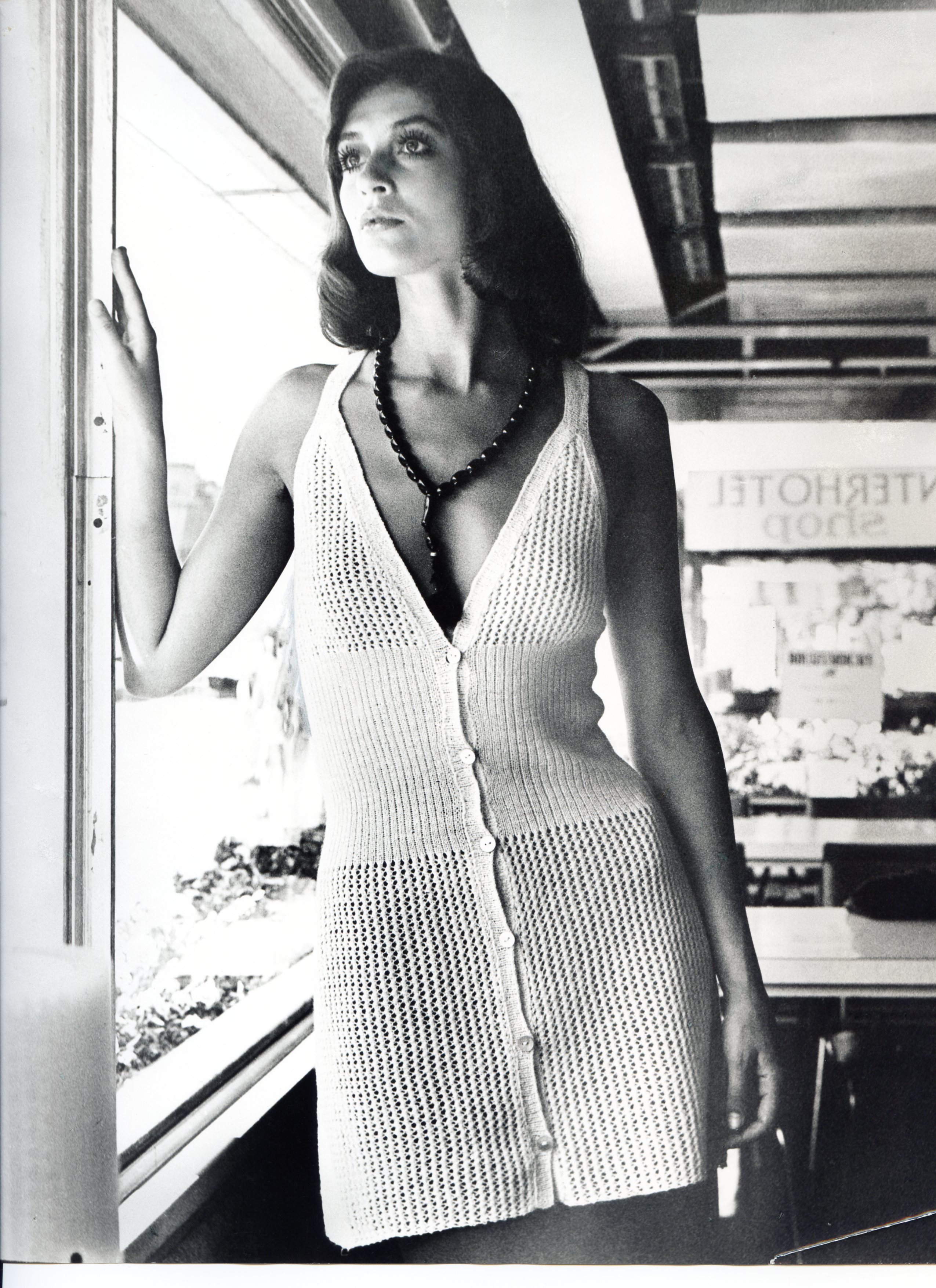
Regine Seiffert (um 1973)

Regine Lenz (* 19. Mai 1942 in Berlin), heute Regine Seiffert, ist ein ehemaliges deutsches Topmodel.

## Leben
Regine Lenz wurde 1962 „auf der Straße“ entdeckt und arbeitete danach bis 1984 für das Modeinstitut der DDR in Ost-Berlin als Model. Fotos von ihr erschienen auf den Titelblättern der Illustrierten NBI und des Frauenjournals Sibylle, ebenso in der beliebten Zeitschrift Das Magazin. Zuletzt war sie Moderedakteurin der Sibylle.

## Familie
Regine Lenz war mehrere Jahre mit dem Jazzmusiker Klaus Lenz verheiratet, der dann 1977 in die Bundesrepublik Deutschland übersiedelte. Seit etwa 1995 lebt sie unter dem Namen Regine Seiffert in der Nähe von Rotterdam. Sie hat eine Tochter (* 1978).